# Quai Voltaire (Paris)
Der Quai Voltaire ist eine Straße am linken Seineufer im 7. Arrondissement von Paris.

## Lage
Der Quai ist 308 Meter lang und liegt zwischen den Quais Malaquais und Anatole France. Auf der Höhe der Hausnummer 17, kurz hinter der Pont du Carrousel, teilt sich der Quai Malaquais: Die Rue des Saints-Pères zweigt nach Süden ab und der Quai folgt unter neuem Namen dem Seineufer bis zur Pont Royal. Zwischen der Straße und der Kaimauer verläuft ein Radweg (Place Justin Godart). Auf der Kaimauer befinden sich die Auslagen der Bouquinistes.

## Namensursprung
Der Quai ist nach dem Schriftsteller und Philosophen Voltaire benannt. Er starb 1778 im Haus des Marquis de Villette.

## Geschichte
Ursprünglich war der Quai Voltaire nur der westliche Teil des Quai Malaquais.
1595 betrieb Guillaume de Varic hier eine Ziegelei. In alten Schriften von 1636 wird die Straße nur als « Rue du Quay, allant depuis le port de Malacquest jusques au pont des Thuilleries » (deutsch: „Uferstraße, verlaufend vom Hafen Malacquest bis zur Brücke Thulleries“) erwähnt.
Den Namen „Quai des Théatins“ erhielt die Straße, nachdem dort 1644, dank der Großzügigkeit von Kardinal Jules Mazarin, ein Kloster der Theatiner gegründet wurde, das sich an der Stelle der Häuser Nr. 23 und 25 am Quai Voltaire und Nr. 26 in der Rue de Lille befand. Das Kloster wurde 1790 aufgelöst und die Kirche wurde zunächst in einen Veranstaltungssaal und dann in ein Café umgewandelt, bevor sie 1822 abgerissen wurde.
Seinen heutigen Namen erhielt der Quai 1791.
Im Juli 1791 wurde die Überführung der sterblichen Überreste Voltaires in das Pantheon organisiert. Die Prozession kam am Haus Nr. 27, wo der Philosoph starb, vorbei und legte einen langen Stop ein.
Seit Balzac dort das mysteriöse Antiquitätengeschäft La Peau de Chagrin ansiedelte, ist der Quai Voltaire die Heimat zahlreicher Antiquitätenhändler, die heute eher auf das gehobene Preissegment spezialisiert sind.
Zu Beginn des 19. Jahrhunderts richteten sich die ersten Bouquinistes an der Ufermauer ein.

## Sehenswürdigkeiten
Entlang der Straße stehen viele ehemaligen Hôtels, in denen berühmte Personen lebten oder starben. Fast an jedem dieser Häuser sind entsprechende Plaketten angebracht.

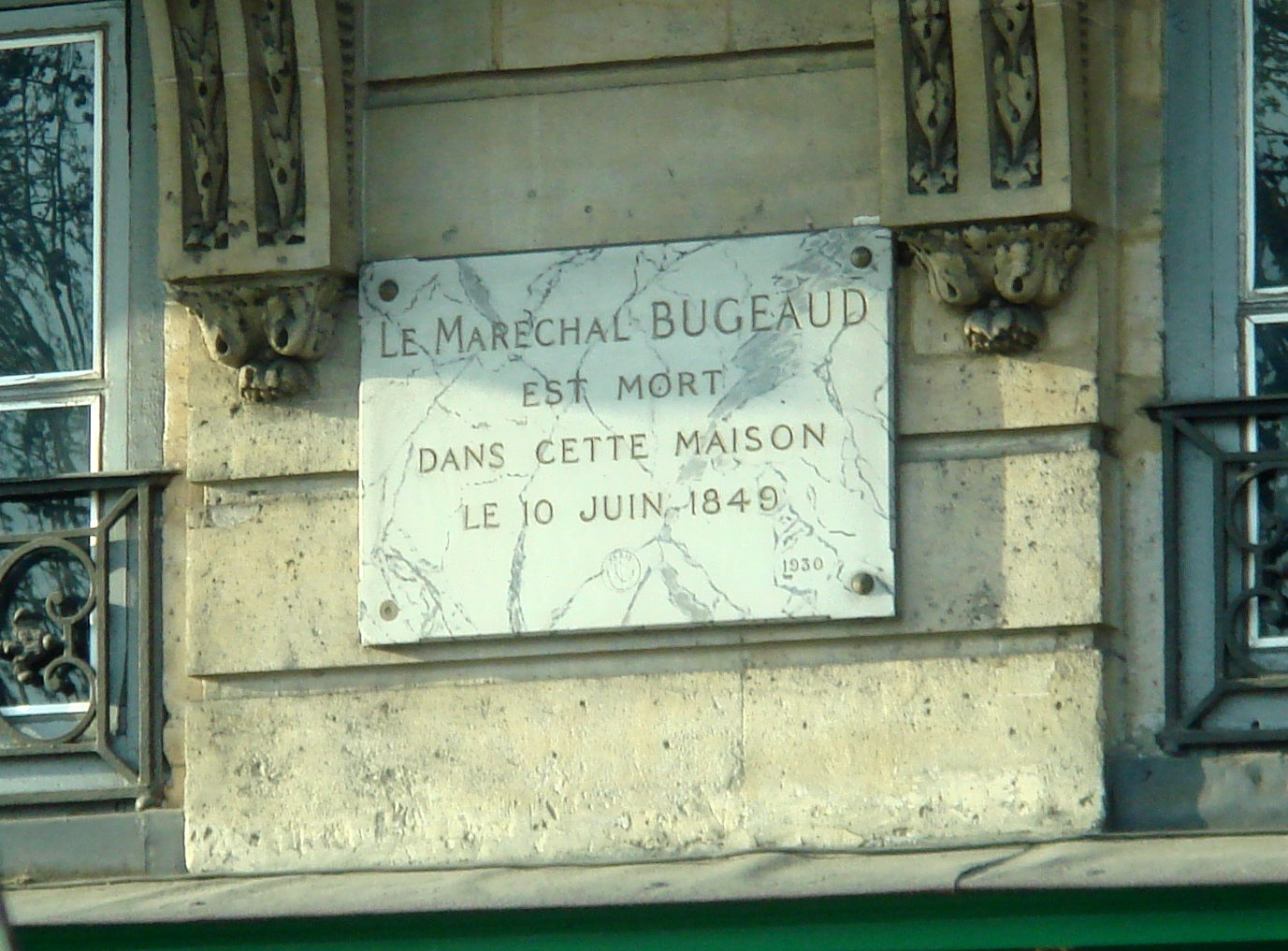
Plakette an Nr. 1: Thomas Robert Bugeaud de la Piconnerie
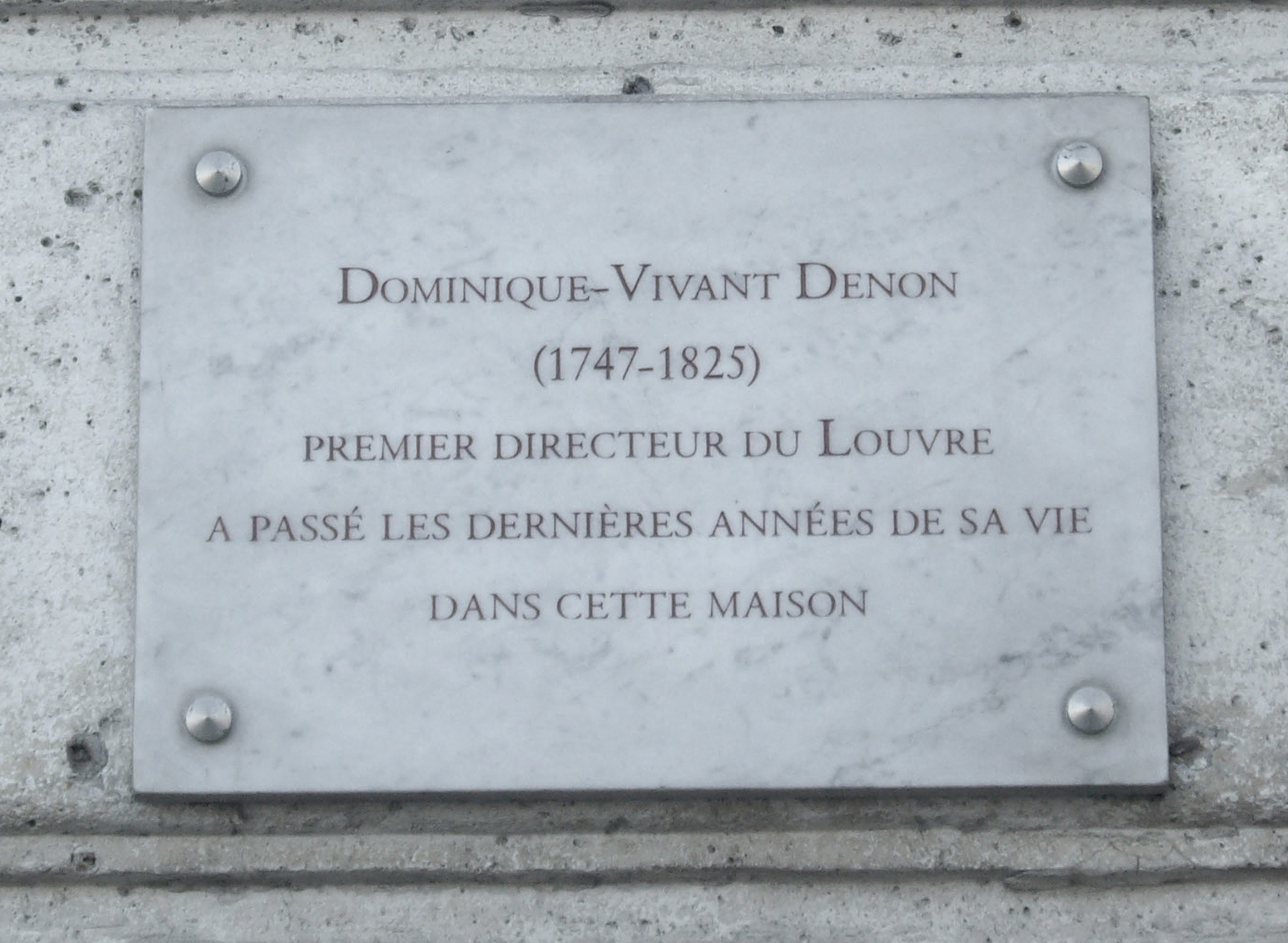
Plakette an Nr. 7: Dominique-Vivant Denon
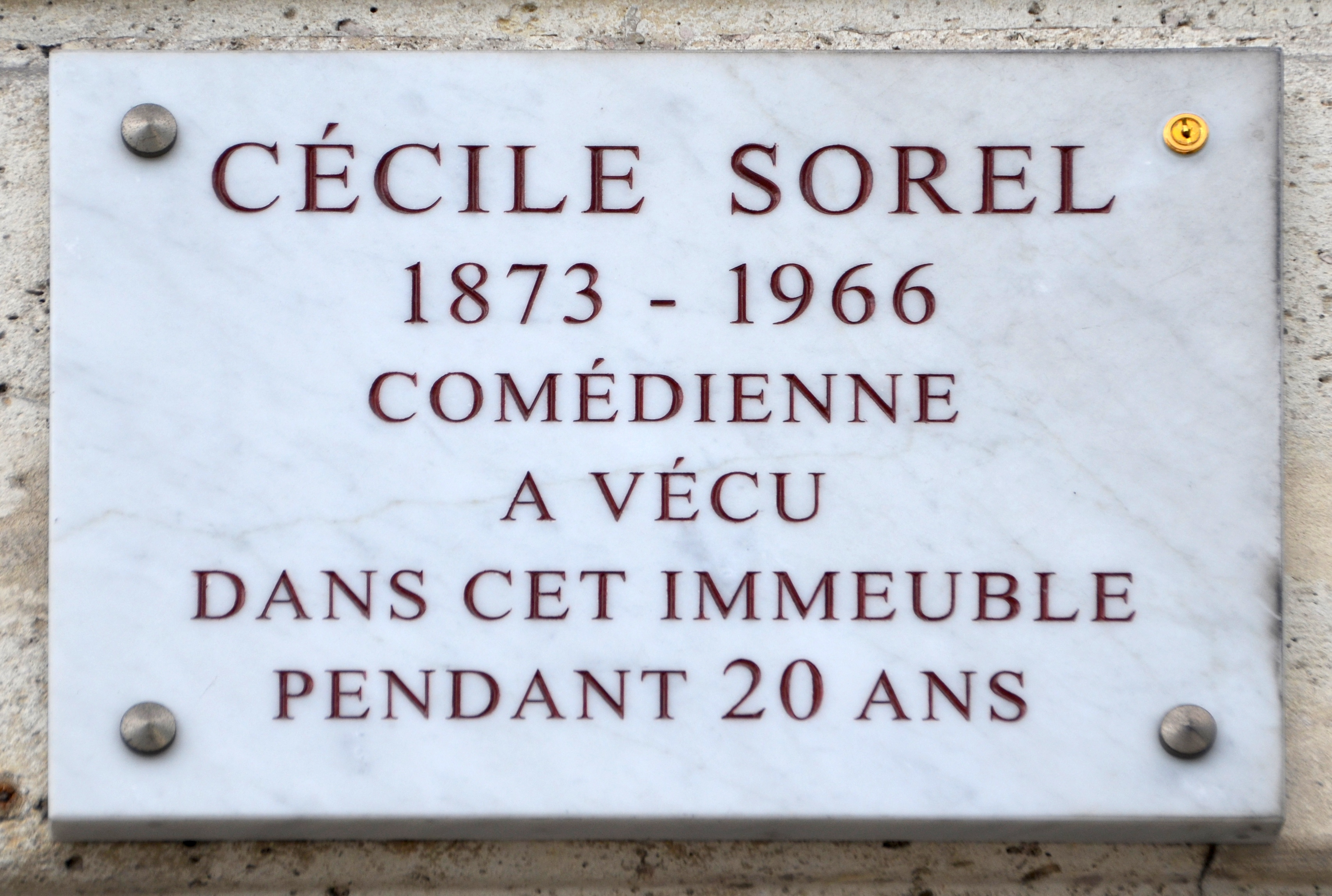
Plakette an Nr. 7: Cécile Sorel
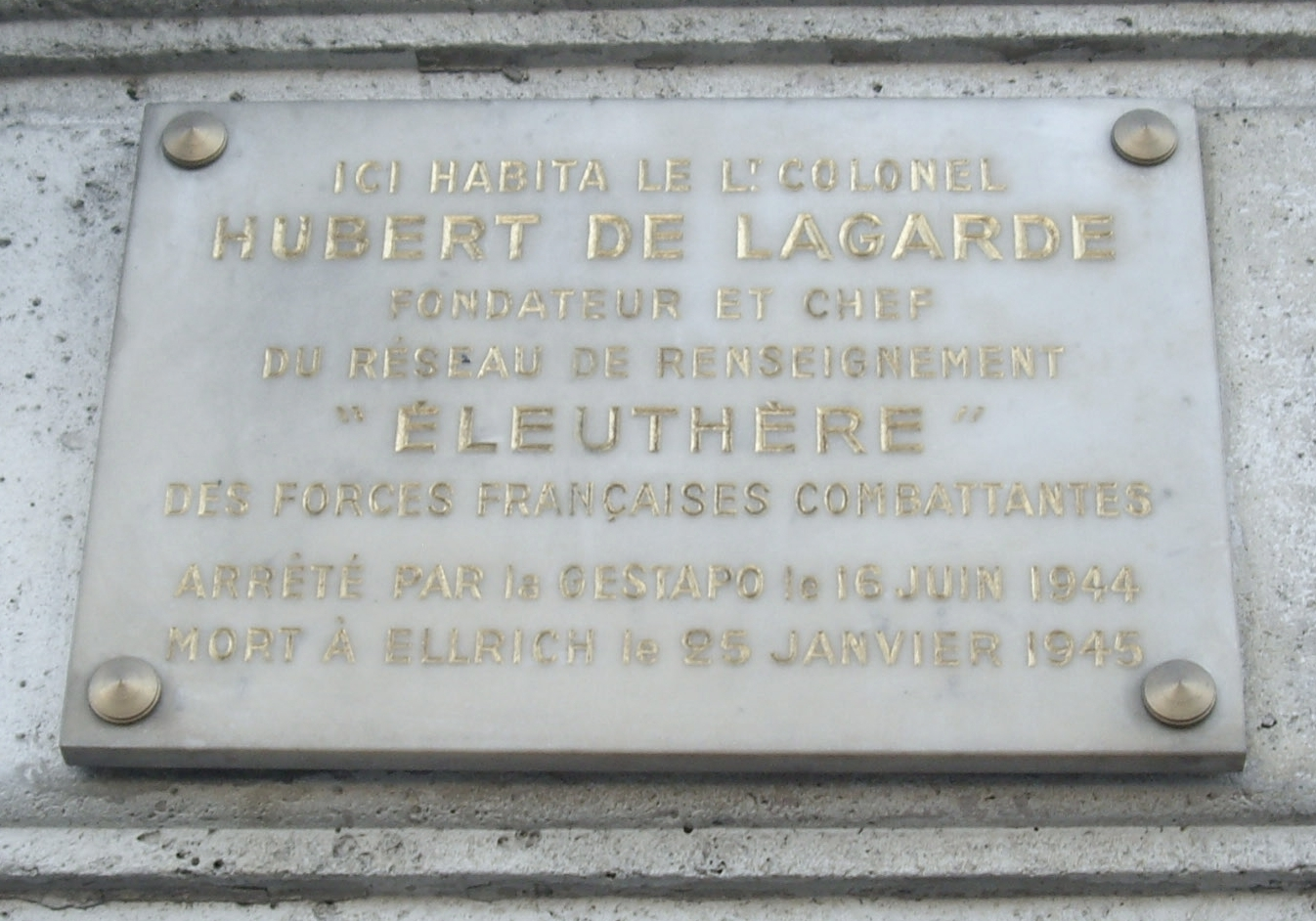
Plakette an Nr. 7: Hubert de Lagarde
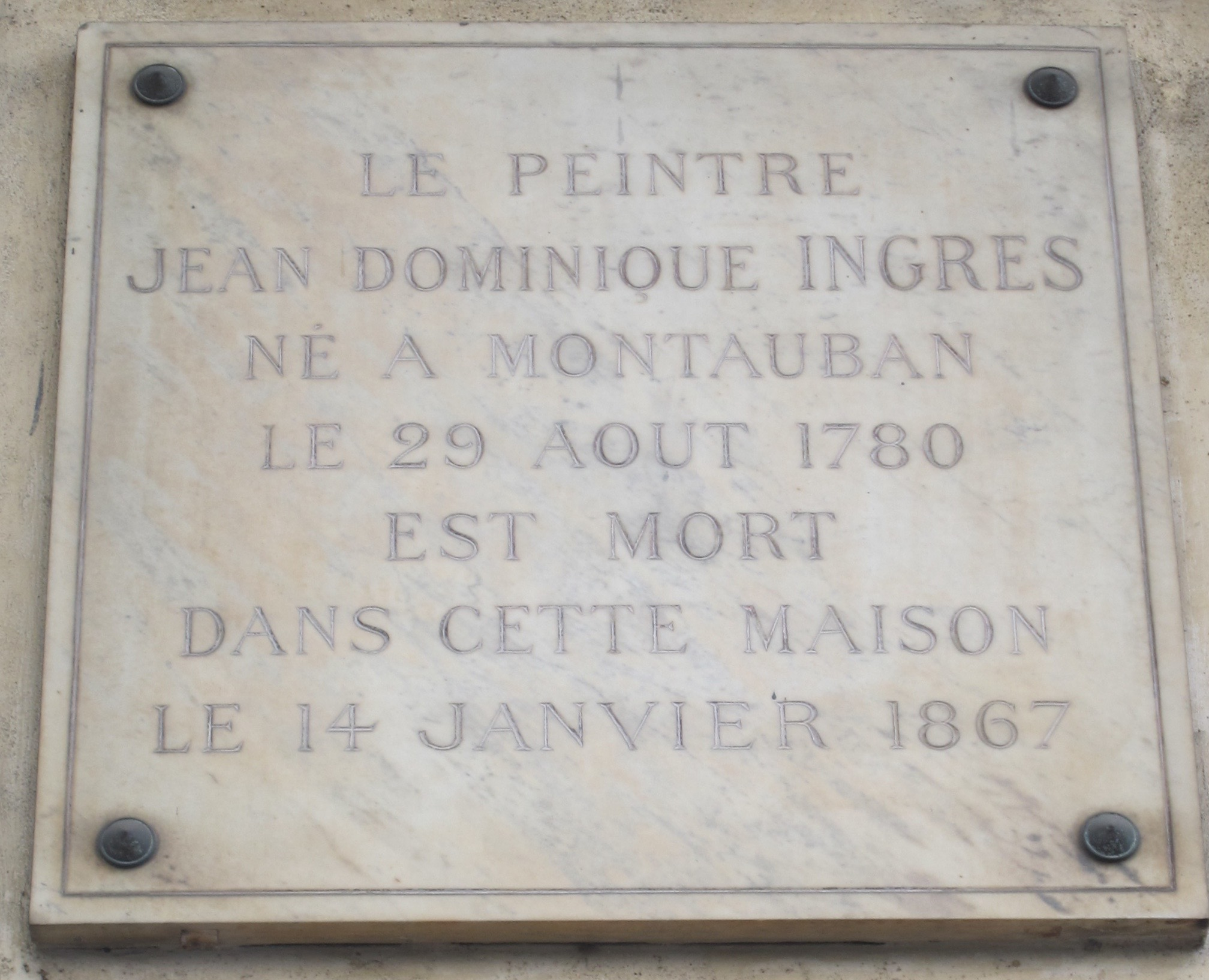
Plakette an Nr. 11: Jean-Auguste-Dominique Ingres
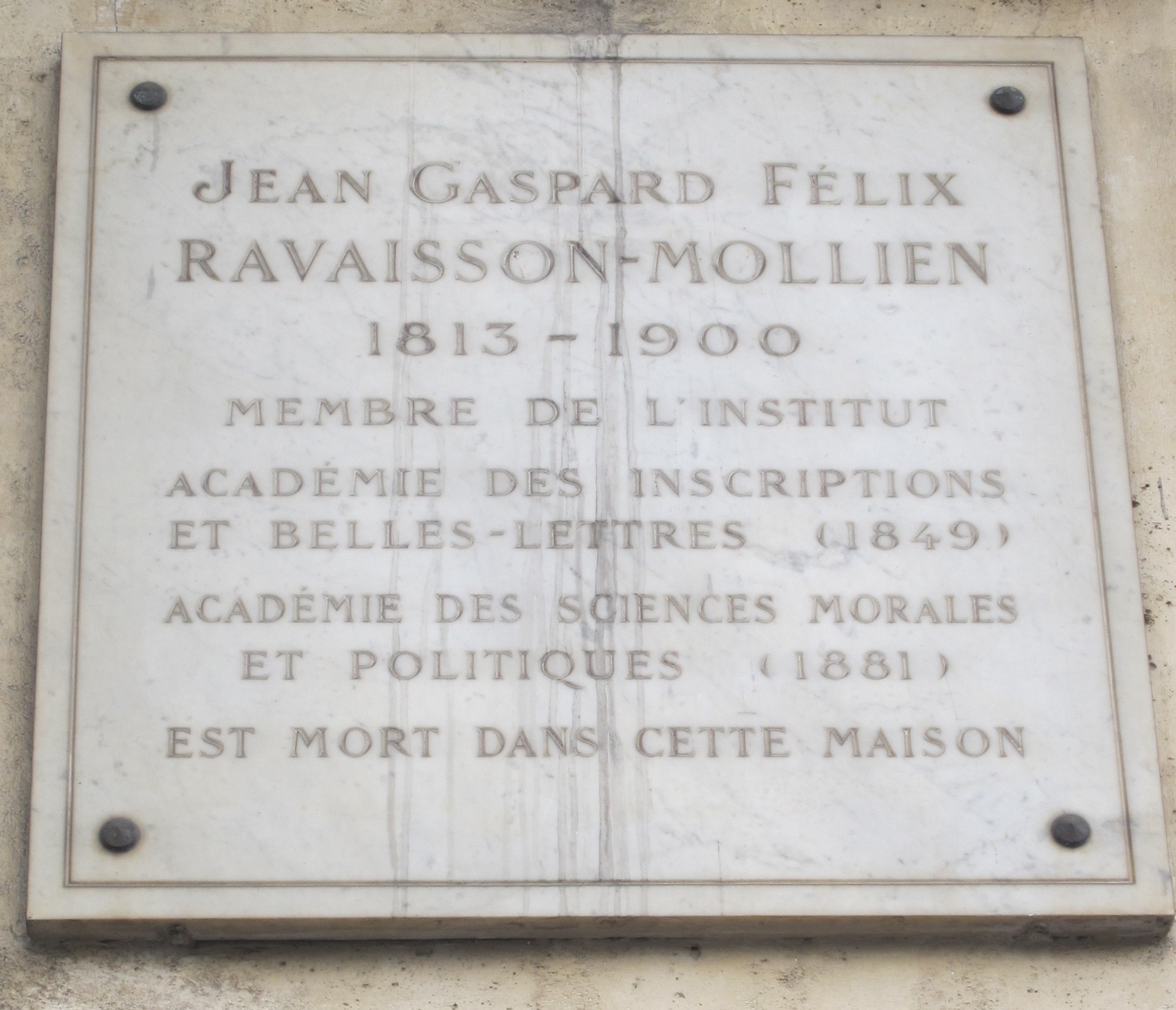
Plakette an Nr. 11: Félix Ravaisson.
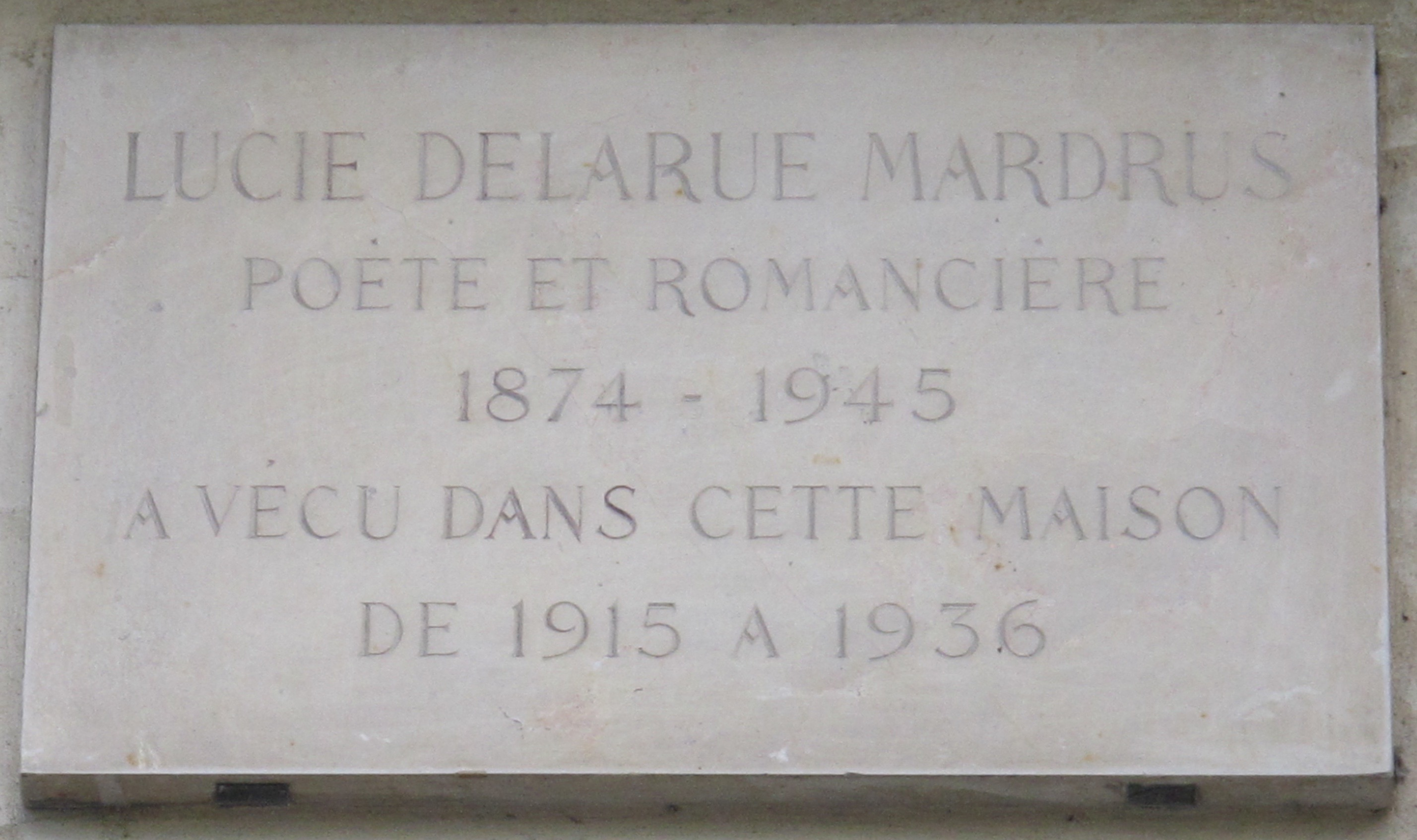
Plakette an Nr. 17 bis: Lucie Delarue-Mardrus
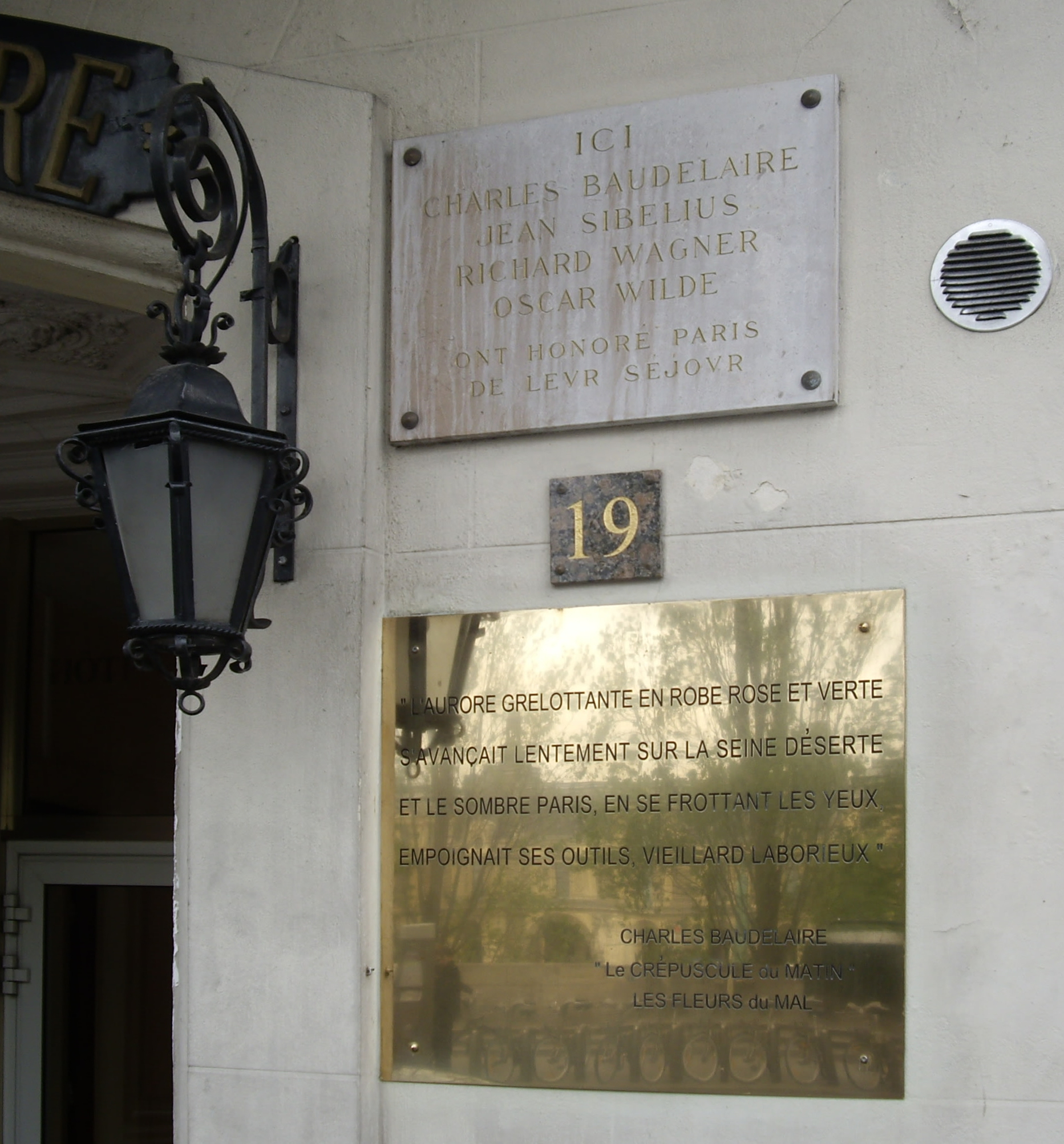
Plakette an Nr. 19
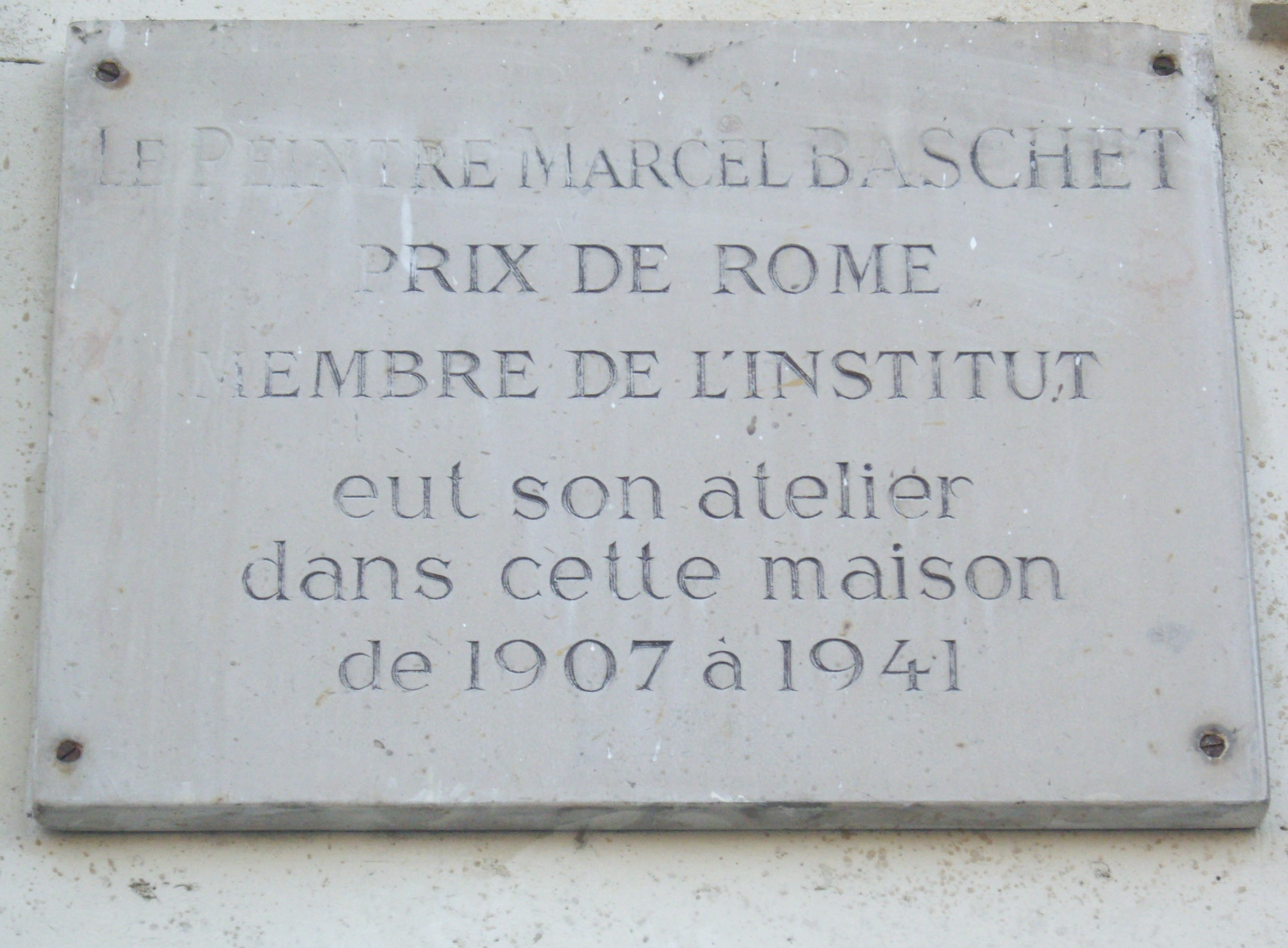
Plakette an Nr. 21: Marcel Baschet
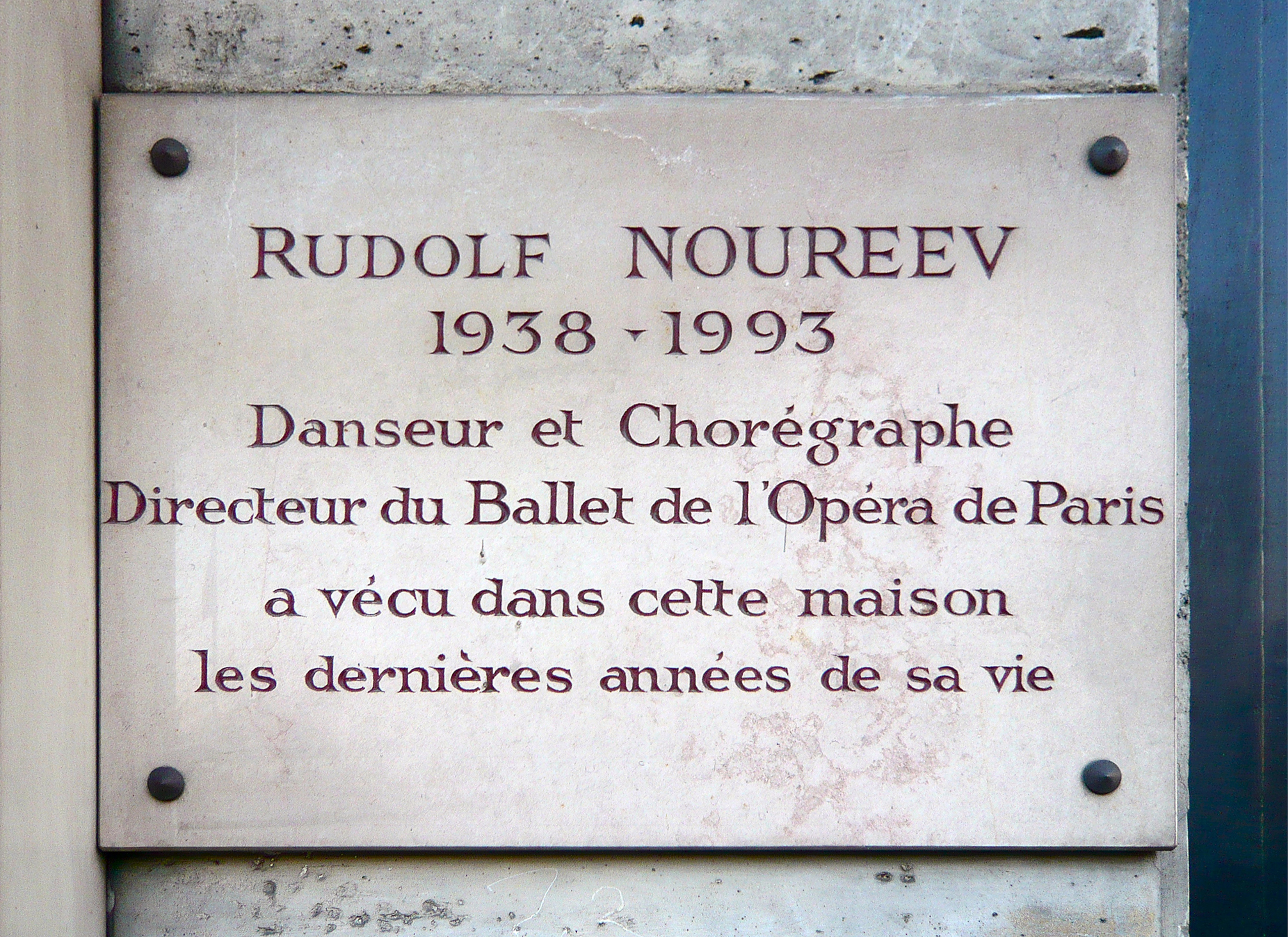
Plakette an Nr. 23: Rudolf Nurejew
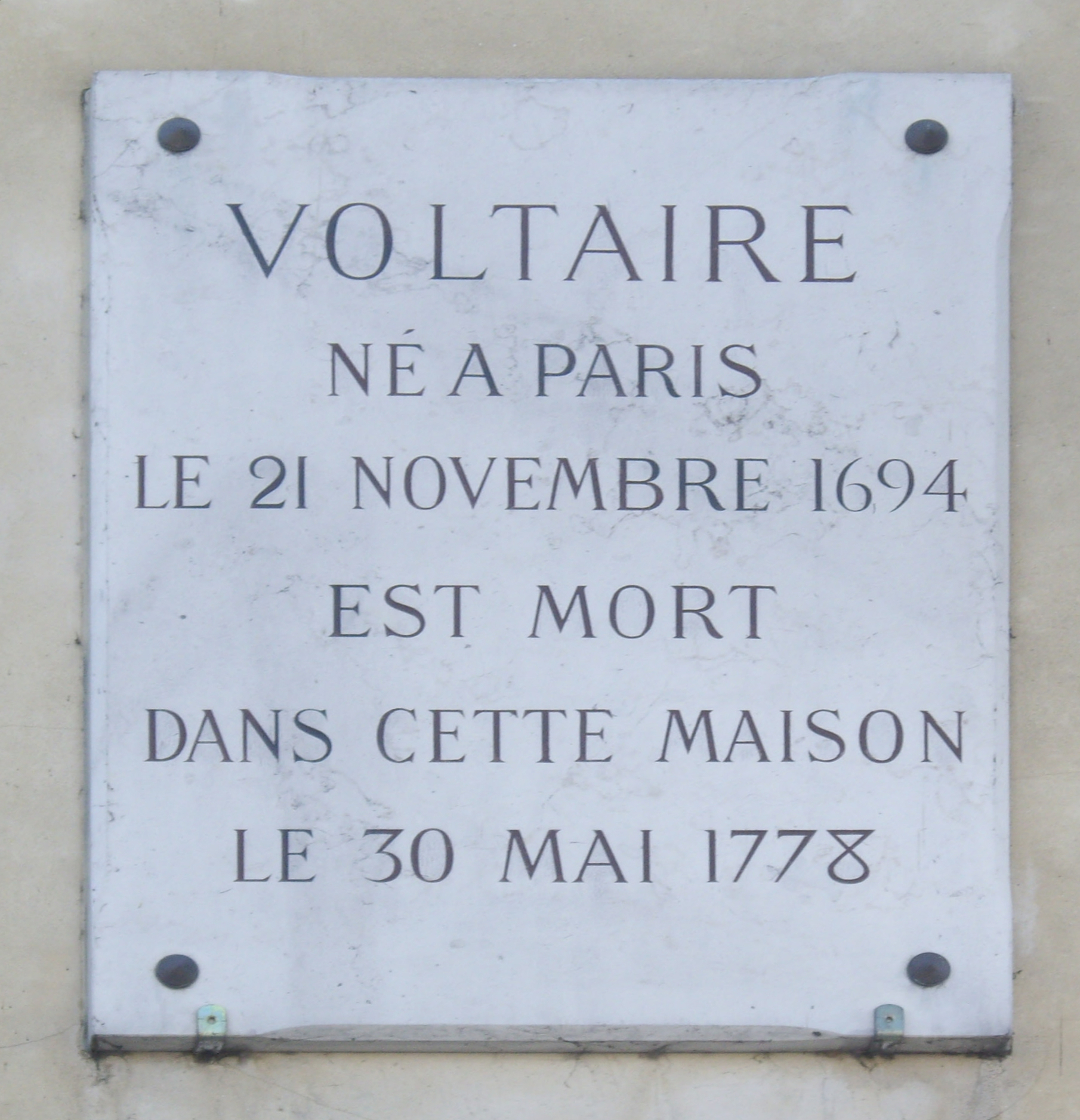
Plakette an Nr. 27: Voltaire

- Nr. 1: Mit seinem Sprung am 19. März 1742 vom Dach dieses Hauses mit dem Ziel, den Tuileriengarten zu erreichen, unternahm Jean-François Boyvin de Bonnetot (1688–1760), Marquis de Bacqueville, einen der ersten menschlichen Flugversuche. Ausgestattet mit Flügeln an Armen und Beinen schwebte er 300 m über der Seine, bevor er auf ein Waschboot stürzte und sich den Oberschenkel brach.[3]
- Nr. 17, 17 bis: Ingres, der in Nr. 11 wohnte, hatte hier ein Atelier.[4] Nachdem er die Rue de l’Université[5] verlassen musste, lebte der Modedesigner Karl Lagerfeld von 2010 bis zu seinem Tod 2019 in Paris in einer von ihm völlig neu gestalteten futuristischen Wohnung[6] von 256 m² im 3. Stockwerk mit Blick auf die Seine.[7] Auch Lucie Delarue-Mardrus (1874–1945), Dichterin und Romanautorin, lebte von 1915 bis 1936 hier, woran eine Gedenktafel erinnert.
- Nr. 19: Das Haus existiert seit dem 19. Jahrhundert. Charles Baudelaire schrieb dort Les Fleurs du Mal. Richard Wagner vollendete hier die Die Meistersinger von Nürnberg. Er begrüßte auch Jean Sibelius und Oscar Wilde. Eine Gedenktafel erinnert daran. Im Jahr 1902 malte Camille Pissarro nur noch von seinem Fenster aus. Er hatte eine Wohnung am Place Dauphine 28, möchte aber seine Motive diversifizieren. Anschließend mietet er dort ein Zimmer. Pont Royal und Pont du Carrousel wurden daher Gegenstand mehrerer Gemälde.[8]
- Nr. 21: Der Maler Marcel Baschet (1862–1941), Prix de Rome für Malerei 1883, Mitglied der Akademie der Schönen Künste, Professor für Malerei an der Académie Julian und Kommandeur der Ehrenlegion, hatte hier zwischen 1907 und 1941 sein Atelier. Eine Gedenktafel erinnert daran.
- Nr. 23: Wohnung des Startänzers und Tanzdirektors der Pariser Oper, Rudolf Nurejew. Eine Gedenktafel erinnert daran.
- Nr. 25: Im Zwischengeschoss dieses Gebäudes lebte (von 1939 bis 1972) der Schriftsteller Henry de Montherlant und starb durch Selbstmord. Davon zeugt eine Gedenktafel.
- Nr. 27: An der Ecke zur Rue de Beaune steht das Hôtel de Villette. Der Philosoph Voltaire wohnte hier im Jahr 1778, von Februar bis zu seinem Tod am 30. Mai; das Stadthaus war Eigentum des Marquis de Villette. Voltaire starb in einem Zimmer mit Blick auf den Innenhof im zweiten Stock.
- Nr. 29, 31: Hôtel de Mailly-Nesle: Sein Besitzer, Augustin-Joseph de Mailly, Marschall von Frankreich, Verteidiger des Palais des Tuileries am 10. August 1792, wurde dort während der Französischen Revolution verhaftet. Das Stadthaus aus dem 18. Jahrhundert beherbergt heute die französische Dokumentationsabteilung, die Abteilung des Premierministers. Obwohl es stark verbaut und fast nicht mehr wiederzuerkennen ist, weist es dennoch einige hochwertige Innendekorationen auf.
- Nr. 35: Das Stadthaus an der Ecke zur Rue du Bac gehörte d’Artagnan. Im Jahr 1714 befand sich an dieser Stelle eine Baustelle. Dort entstand dann ein sehr beliebtes Restaurant, das Café d’Orsay. Später war der Schriftsteller Henry de Montherlant Stammgast in der Brasserie La Frégate.

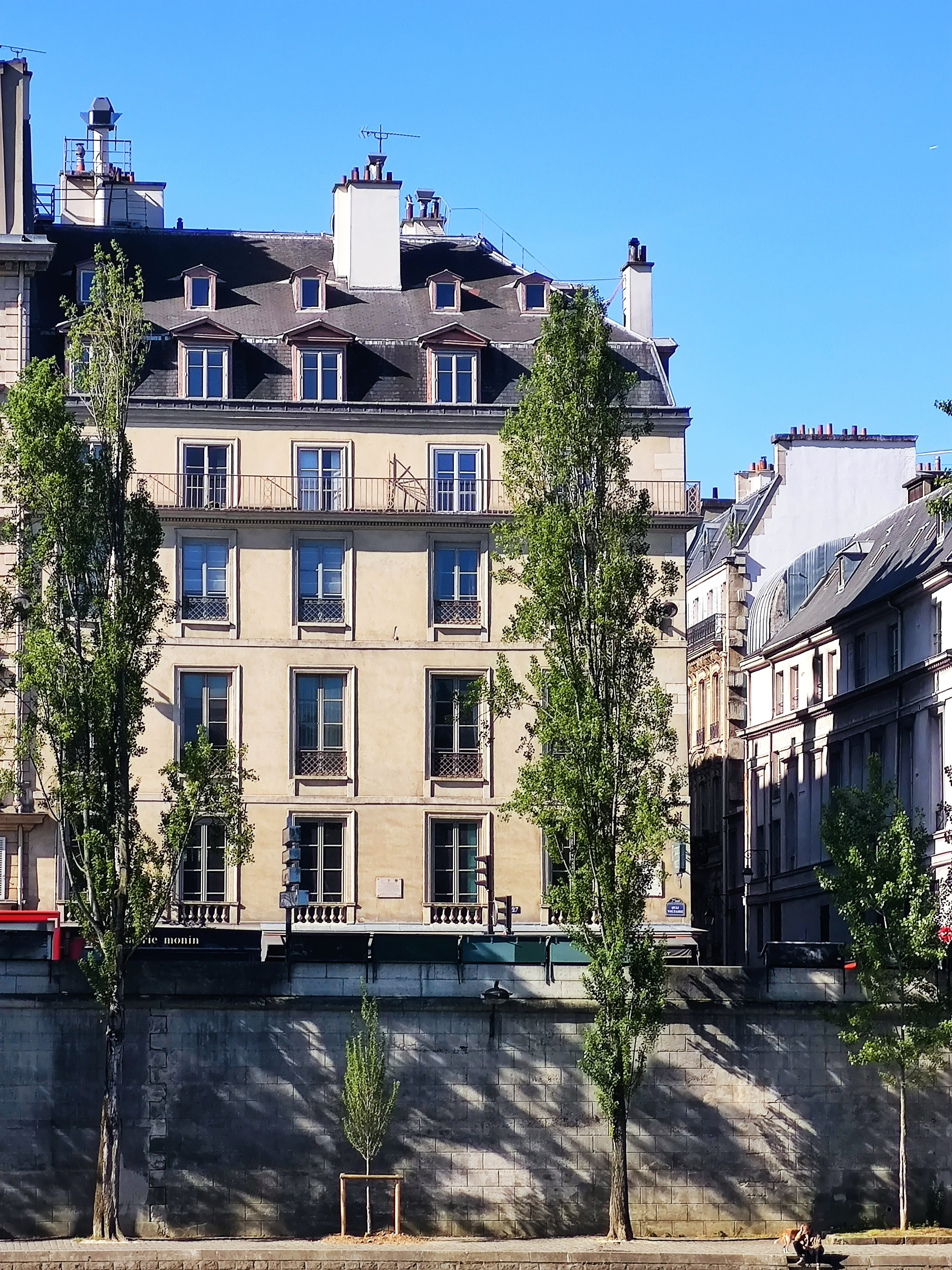
Nr. 27: Hôtel de Villette
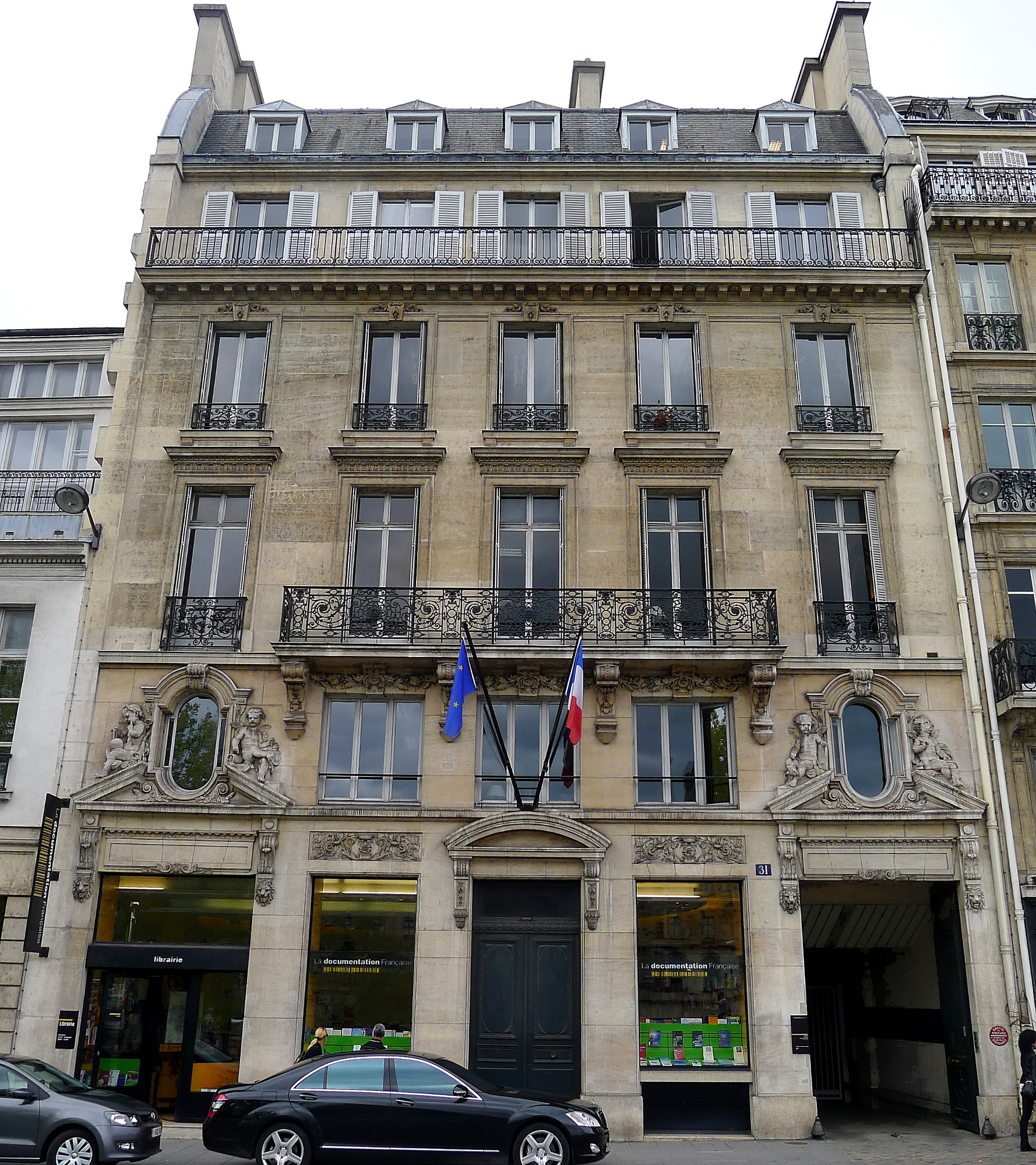
Haus Nr. 31

## Der Quai in der Literatur
- Der fiktive Held Bob Morane hat in der Straße eine Wohnung.[9]